# China O'Brien II
China O'Brien II è un film statunitense del 1990 diretto da Robert Clouse. È il sequel del film dello stesso anno China O'Brien sempre diretto da Robert Clouse e interpretato da Cynthia Rothrock.

## Trama
Il neo-sceriffo Lori China O'Brien ha problemi con uno spacciatore che le mette un premio in testa per aver interrotto un affare di droga, ma non basteranno tutti i criminali del mondo per mettersi al passo con la Cina, uno dei maestri delle arti marziali.